# Жовтень 2003
Жовтень 2003 — десятий місяць 2003 року, що розпочався у середу 1 жовтня та закінчився у п'ятницю 31 жовтня.

## Події
- 8 жовтня — Нобелівську премію з хімії присуджено Пітеру Егру та Родеріку Маккінону за відкриття, що стосуються аквопоріонів та іонних каналів у клітинних мембранах.
- 15 жовтня — президентські вибори в Азербайджані.